# ABC Owned Television Stations
El ABC Owned Television Stations Group es una división de Walt Disney Television, que supervisa las estaciones propias y operadas de la American Broadcasting Company, una división de The Walt Disney Company. El grupo está formado actualmente por ocho estaciones nacionales de televisión ABC, además de las ventas y el canal Localish.

## Historia

### ABC Network
La primera estación de ABC Network fue WJZ-TV (fundada en el 10 de agosto de 1948), la primera de las tres estaciones de televisión de ABC durante ese mismo año, junto con WENR-TV en Chicago y WXYZ-TV en Detroit, que son los otros dos. KGO-TV en San Francisco y KECA en Los Ángeles, fueron fundadas dentro los 13 meses después de la inauguración de WJZ.

### Capital Cities/ABC
Capital Cities anunció la adquisición de ABC el 18 de marzo de 1985, con un costo de $ 3.5 billones, sorprendiendo a la industria de los medios de comunicación.

### Disney/ABC
Las estaciones de televisión propiedad de ABC se emparejaron con ABC Radio Network y ocho estaciones de televisión en CC/ABC Broadcasting Group en Capital Cities/ABC (CC/ABC) cuando CC/ABC fue comprado por The Walt Disney Company en 1996.
El canal Live Well Network fue lanzado el 27 de abril de 2009 en alta definición que se transmitían en los subcanales de las estaciones propios de la ABC.
El 3 de noviembre de 2010, el magazine Broadcasting & Cable anunció que SJL Broadcasting, ahora propiedad de los principales propietarios de Lilly Broadcasting, hizo un acuerdo con Disney para comprar WJRT-TV y WTVG, las dos estaciones más pequeñas de la empresa. La venta se completó el 1 de abril de 2011.

## Unidades empresariales
- ABC National Television Sales, Inc.
  - ABC Regional Sports & Entertainment Sales
- Live Well Network

### Lista de estaciones pertenecientes a ABC Owned Television Stations
| Ranking del mercado y Ciudad de la licencia/Área del mercado. | Estación | Canal TV / DT | Propiedad de ABC desde | Afiliación |
| ------------------------------------------------------------- | -------- | ------------- | ---------------------- | ---------- |
| 1. Nueva York                                                 | WABC-TV  | 7 / 7         | 1948                   | ABC        |
| 2. Los Ángeles                                                | KABC-TV  | 7 / 7         | 1949                   | ABC        |
| 3. Chicago                                                    | WLS-TV   | 7 / 44        | 1948                   | ABC        |
| 4. Filadelfia                                                 | WPVI-TV  | 6 / 6         | 1986                   | ABC        |
| 6. San Francisco - Oakland - San José                         | KGO-TV   | 7 / 7         | 1949                   | ABC        |
| 10. Houston                                                   | KTRK-TV  | 13 / 13       | 1986                   | ABC        |
| 24. Durham - Raleigh - Fayetteville                           | WTVD     | 11 / 11       | 1986                   | ABC        |
| 55. Fresno (California)                                       | KFSN-TV  | 30 / 30       | 1986                   | ABC        |

### Estaciones que anteriormente pertenecieron a ABC Owned Television Stations
| Ciudad de la licencia/Área del mercado. | Estación | Canal TV /DT | Propiedad de ABC entre | Vendido a            |
| --------------------------------------- | -------- | ------------ | ---------------------- | -------------------- |
| Detroit                                 | WXYZ-TV  | 7 / 41       | 1948-1986              | E.W. Scripps Company |
| Flint - Saginaw - Bay City (Míchigan)   | WJRT-TV  | 12 / 12      | 1995-2011              | SJL Broadcasting     |
| Toledo (Ohio)                           | WTVG     | 13 / 13      | 1995-2011              | SJL Broadcasting     |

1. 1 2 3 4 5  Estación construida por ABC
2. 1 2 3 4  Estación perteneciente a Capital Cities Communications previo a la adquisición de ABC en 1986.